# Peja Győző
Peja Győző (Galgagyörk, 1907. június 24. – Miskolc, 1983. szeptember 26.) magyar geográfus, a földrajztudományok kandidátusa (1958).

## Életpályája
A budapesti tudományegyetemen Cholnoky Jenő keltette fel érdeklődését a geomorfológia iránt. 1931-ben földrajz-természetrajz szakos tanári diplomát szerzett, majd doktorált. 1932-től Makón tanár volt. 1934-től Balassagyarmaton tanított. 1941-től Budapesten szakfelügyelőként dolgozott. 1943-tól Máramarosszigeten gimnáziumi igazgató volt. 1945-ben Ózdon gimnáziumot szervezett. 1952-től Miskolcon a Kilián György Gimnázium igazgatója volt. 1969-ben nyugdíjba vonult, de óraadóként még 10 évig tanított.

### Munkássága
Még hallgatóként Noszky Jenő mellett bekapcsolódott a Cserhát földtani térképezésébe, megismerve a terepi kutatómunka gyakorlati módszereit. Az 1930-as években a Makó környéki felszín formáinak vizsgálatát is elvégezte; és folytatta a Cserhát és az Ipoly-völgy természetföldrajzi kutatását. Az 1950-es években a Bükk északi előterének és a Sajóvölgy középső szakaszának felszínformáit tanulmányozta. Kutatási eredményeit összegezte Adalékok az agyagos-homokos területek felszínformáinak ismeretéhez című értekezésében (1958). Mintegy 80 tudományos, ismeretterjesztő és iskolatörténeti közleményt jelentetett meg. A Magyar Földrajzi Társaság Miskolci Osztályának, valamint a Tudományos Ismeretterjesztő Társulat (TIT) Borsod-Abaúj-Zemplén megyei földrajz-geológiai szakosztályának elnökeként egyik kezdeményezője volt az évente megrendezett Borsodi Földrajzi Heteknek és a Borsodi Földrajzi Évkönyv sorozatnak.

## Művei
- A csermosnyavölgyi táj geomorfológiája (Budapest, 1941)
- Tektonikus eredetű morfológiai formák kialakulása a Sajó-völgy középső szakaszának környékén (Budapest, 1956)
- Adalékok az agyagos-homokos területek felszínformáinak ismeretéhez (1958)
- A Miskolc–Diósgyőri medence felszínformái (Miskolc, 1959)

## Díjai
- Kossuth-díj (1949)